# Dribling
I sport refererer dribling til at manøvrere bolden forbi forsvaret ved hjælp af korte berøringer eller spark med enten benene (Fodbold), med hænderne (Håndbold, Basketball), eller med en stav (Hockey). 
Formålet med dribling er at få bolden forbi forsvaret og derved skabe en chance for at score mål.
| Sport | Spire Denne artikel om sport er en spire som bør udbygges. Du er velkommen til at hjælpe Wikipedia ved at udvide den. |